# パーパ - チョルナ線
パーパ - チョルナ線（ハンガリー語;Pápa–Csorna-vasútvonal）は、ハンガリー国鉄の鉄道線の名称である。路線番号は14。

## 運行形態
全て各駅停車。全線通しが一日3往復の運行。これに加え、チョルナ - サニ間の区間運転も一日2往復運行している。
2022年3月25日以前は、全線通しのみ、全ての曜日で一日2往復の運行であった。2022年3月にチョルナ - サニ間の区間運転が一日2往復設定された他、金・日曜に限り全線通しが一日3往復に増発された。2023年度より、全線通しは毎日3往復の運行となった。

## 駅一覧
以下では、ハンガリー国鉄14号線の駅と営業キロ、停車列車、接続路線などを一覧表で示す。なお、全て各駅停車である。
| 路線名 | 駅名                             | 駅間営業キロ | 累計営業キロ | 接続路線      | 所在地                           | 所在地     |
| ------ | -------------------------------- | ------------ | ------------ | ------------- | -------------------------------- | ---------- |
| 14     | チョルナ駅                       | -            | 0            | 8号線、16号線 | ジェール・モション・ショプロン県 | チョルナ郡 |
| 14     | ラーバポルダーニ駅               | 7            | 7            |               | ジェール・モション・ショプロン県 | チョルナ郡 |
| 14     | エジェド・ラーバチャナク駅       | 7            | 14           |               | ジェール・モション・ショプロン県 | チョルナ郡 |
| 14     | サニ・ラーバセンタンドラーシュ駅 | 4            | 18           |               | ジェール・モション・ショプロン県 | チョルナ郡 |
| 14     | ラーバヒード駅                   | 2            | 20           |               | ヴェスプレーム県                 | パーパ郡   |
| 14     | マルツァルテー駅                 | 3            | 23           |               | ヴェスプレーム県                 | パーパ郡   |
| 14     | ネメシュゲルジェニ駅             | 6            | 29           |               | ヴェスプレーム県                 | パーパ郡   |
| 14     | パーパ駅                         | 8            | 37           | 10号線        | ヴェスプレーム県                 | パーパ郡   |